# Économie du Liban
La population urbaine libanaise, soit 80 % de la population du pays, est connue pour son esprit commercial et son entrepreneuriat. À travers les époques, l'émigration libanaise a permis de créer un réseau mondial d'entreprises "libanaises" implantées partout où se sont implantés les Libanais. Le Liban dispose d'une proportion de main d'œuvre qualifiée comparable à la plupart des pays d'Europe, et la plus qualifiée des pays arabes.
Le pays est très inégalitaire : 7 milliardaires possèdent 13,3 milliards de dollars, soit dix fois plus que 50 % de la population à revenu modeste. Les 1 % les plus riches, soit 42 000 personnes, possèdent 58 % de la richesse de l’ensemble de la population. 
La population, en particulier les classes modestes, est exposée aux pénuries d’eau potable et d’électricité, ainsi qu'au chômage et à la hausse des prix, la corruption est endémique et les infrastructures publiques en déliquescence. L'économie libanaise est aussi fragilisée par les sanctions américaines visant le Hezbollah.

## Histoire économique récente
Les fondements du libéralisme économique ont été inscrits dans le système législatif après l'indépendance. Le secret bancaire est garanti par la loi à partir de 1956, et la libre circulation des capitaux y est acté dès 1948. Le pays exploite sa position géographique pour devenir une plateforme financière majeure, et a ainsi servi de refuge aux capitaux fuyants les nationalisations des socialismes arabes (Égypte, Syrie, Irak) dans les années 1950 et 1960.
La guerre civile de 1975 à 1990 a fortement endommagé les structures économiques libanaises, réduisant de moitié la richesse nationale, et reléguant le pays au rang de simple coffre-fort à pétrodollars du Moyen-Orient. Cependant, la paix a fortement aidé le gouvernement à reprendre le contrôle du pays, et notamment dans la région de Beyrouth, la capitale, en recommençant à percevoir les taxes et en rouvrant les ports et l'aéroport international de la ville. De ce fait, le PIB par habitant a augmenté de 353 % dans les années 1990. D'ailleurs, sur cette même période, le Liban se situe en 7e position mondiale pour la croissance annuelle moyenne.
Le rétablissement économique de pays a été fortement aidé par un système bancaire performant, le dynamisme de plusieurs PME familiales, l'aide extérieure, et l'investissement étranger, notamment français. Cependant depuis l'instabilité et le désordre créés par la guerre civile, une partie des flux financiers transitant autrefois par le Liban se sont tournés vers Dubaï. Par ailleurs, la mauvaise situation des services publics (éducation publique, eau, électricité, assainissement, transports...) qui se dégradent chaque jour un peu plus, freine le développement de l'économie. En juin 2011, des gisements de pétrole et de gaz naturel sont découverts au Liban-Sud.
La banque centrale, dont les dirigeants sont nommés par Rafiq Hariri et ses proches, fait preuve d’orthodoxie libérale, lève les obstacles à la libre circulation des capitaux et installe un rapport quasi fixe entre la livre libanaise et le dollar. D'après l'analyste économique Jean-Pierre Sereni, pour attirer les capitaux, elle introduit un autre bénéfice, très avantageux pour ses créanciers : « ils sont payés deux fois par le Trésor public. Tout déposant de plus d’un million de dollars peut souscrire un prêt en livres libanaises d’un montant supérieur qui lui coûte 2 % en intérêt, mais en rapporte 10 % : elle additionne ainsi les intérêts payés sur le prêt en dollars et sur celui en monnaie locale. » Le Fonds monétaire international (FMI) a calculé, dans une étude parue en 2019, que le rendement sur 10 ans atteignait 17 % par an. Les banques libanaises qui montent ces opérations gagnent ainsi de fortes sommes. Ce système s'écroule toutefois à la fin des années 2010.
Le pays plonge en 2019 dans la crise économique. Le nombre de libanais vivant sous le seuil de pauvrete passe de 28 % en 2019 à 55 % en mai 2020 selon une étude de la Commission économique et sociale pour l'Asie occidentale. Le gouvernement annonce en mars 2020 un défaut sur le remboursement d'une partie de la dette extérieure. En janvier 2021, le taux de pauvreté monte à 65 % et le taux d'inflation à près de 400 %. L'année suivant, la proportion de pauvres monte à 80 % de la population libanaise. Pourtant, la crise économique a été profitable aux plus privilégiés, notamment du fait du retrait de l’État de la sphère économique. Selon Forbes, les milliardaires libanais ont tous vu croître leur richesse depuis le début de la crise en 2019.

## Importation et exportation
En 2017, le Liban a importé pour près de 18,05 milliards de $ USD de marchandises et exporté à hauteur de 4,051 milliards de $ USD. Le Liban possède donc une balance commerciale en déficit important, avec des importations environ 4,5 fois plus importantes que les exportations. 
Son principal fournisseur en 2016 était la Chine, qui représentait près de 11,2% de ses importations. Toujours cette même année, l'Afrique du Sud était le principal client du Liban et captait 21,1% des exportations libanaises, ses autres principaux clients sont ses voisins arabes membres du GAFTA (Arabie saoudite, Émirats arabes unis, Syrie, Irak...).
Le Liban consacre 6 % de son PIB aux importations de produits alimentaires, l'un des plus hauts taux de dépendance dans le monde.

## Agriculture
Le Liban dispose d'une situation très enviable pour l'agriculture, vis a vis de ses voisins, sur le plan de la disponibilité en eau et de la fertilité des terres. De fait, le Liban a la plus grande proportion de terres arables de tous les pays arabes, ce qui lui permet une variété de cultures. Les principales cultures sont les fruits et légumes, le tabac, les olives et le blé. 
Dans les années 1970, l'agriculture contribuait approximativement à 30 % du PIB libanais, en 2017, elle n'y contribuait qu'à hauteur de 5,7 % (soit environ 2,5 milliards de $ USD), la production agricole a même reculé de 12 % entre 1970 et 2008, là où celle de l'Union européenne sur la même période a par exemple augmenté de...562 %). Cette baisse est probablement imputable à la guerre civile libanaise sur la période 1975-1990 et à un manque de compétitivité de l'agriculture du pays, faute de financement suffisant de la part de l'État pour l'être (l'agriculture reçoit moins d'1 % du budget national en 2015).

## Évolution du PIB
Depuis l'an 2000, le Liban connait une croissance ininterrompue avec un pic pendant la crise économique de 2008. Entre 1990 et 2008, le Liban a multiplié son PIB par 10. Le PIB PPA est assez élevé, culminant a 19 500 $ USD en 2017 (la moyenne mondiale est d'environ 16 000 $ USD).

## Dette
La dette publique libanaise s'élève en 2019 à environ 80 milliards de dollars, soit 150 % du produit intérieur brut (PIB) du pays. Payer les intérêts chaque année exige d’y consacrer près de 10 % du PIB, soit plus de 5 milliards de dollars.
Le journaliste Jean-Pierre Sereni, ancien rédacteur en chef de l'Express, relève que « la dette libanaise a une originalité : elle est pour l’essentiel détenue par des Libanais, banques et particuliers. Les étrangers y tiennent un rôle mineur. Cette mainmise des riches Libanais sur « leur » dette ne doit rien à leur patriotisme, mais tout à l’esprit de lucre qui les anime. Les rendements y sont élevés et surtout sans risque, en raison de la parité de la monnaie nationale avec le dollar américain (1 dollar pour 1 507 livres) qui est fixe. Prêter des livres ou des dollars revient au même, le créancier ne court aucun danger de change. »

## Conditions de travail

### Employées de maison
Le Liban n'a pas ratifiée la convention de l'Organisation internationale du travail et sa législation est jugée largement inadaptée dans la protection des salariés les plus précaires
Les employées de maison sont un peu plus de deux cent mille, pour beaucoup d'origine étrangère (Philippines, Sri Lanka, Cameroun, Éthiopie, Népal).  La majorité d'entre elles souffre d’un isolement parfois poussé à l’extrême, qui atteint leur santé mentale. Les suicides sont nombreux. Certaines sont privées de nourriture, battues, agressées sexuellement par leur patron. D'autres encore subissent une surcharge de travail et, quand elles souffrent de problèmes de santé graves, ne peuvent bénéficier d’aucun soin. Il arrive également qu’elles ne disposent pas de chambre à elles et soient alors contraintes de coucher dans la cuisine ou le séjour, sur des lits pliants.
Le premier syndicat des employées de maison du Liban a été créé en janvier 2014, avec le soutien de la Fédération nationale des syndicats, des ouvriers et des employés au Liban (Fenasol). Cependant, le ministère du travail a refusé de le reconnaitre. Le cinéaste Maher Abi Samra a réalisé le film Chacun sa bonne (2016) dans lequel il observe les relations entre employées de maison et propriétaires.